# Bulbophyllum tentaculatum
Bulbophyllum tentaculatum är en orkidéart som beskrevs av Rudolf Schlechter. Bulbophyllum tentaculatum ingår i släktet Bulbophyllum och familjen orkidéer. Inga underarter finns listade i Catalogue of Life.